# Barbara Pompili
Barbara Pompili, född 13 juni 1975 i Bois-Bernard, Pas-de-Calais, är en fransk politiker, och miljöminister i regeringen Castex. 
Från 2002 arbetade hon för olika gröna partier i Frankrikes nationalförsamling, bland annat Europe Écologie Les Verts (EELV). Med stöd av Socialistiska partiet valdes hon till ledamot 2012, för en av Sommes valkretsar. Från 2016 var hon ordförande för ekologistgruppen i Nationalförsamlingen, varigenom hon blev den första kvinnliga gruppordföranden. Samtidigt lämnade hon EÉLV och gick med i Parti écologiste.
Under regeringen Valls och regeringen Cazeneuve, från februari 2016 till maj 2017, var Pompili statssekreterare med ansvar för ekologisk mångfald. Hon blev den första medlemmen av Cazeneuves regering att stödja Emmanuel Macron som presidentkandidat. 2017 valdes hon till ledamot av nationalförsamlingen med stöd av La République En Marche!, där hon varit ledamot av utskottet för hållbar utveckling. 6 juli blev hon miljöminister i regeringen Castex.